# 錦町駅
錦町駅（にしきちょうえき）は、山口県岩国市錦町（にしきまち）広瀬にある錦川鉄道錦川清流線の駅。同線の終点。

## 歴史
- 1963年（昭和38年）10月1日：日本国有鉄道の駅として開業[2]。
- 1987年（昭和62年）
  - 4月1日：国鉄分割民営化により西日本旅客鉄道が承継[2]。
  - 7月25日：錦川鉄道に移管[2]。
- 2002年（平成14年）7月7日：建設が中止された岩日北線の路盤を利用し、雙津峡温泉との間にタイヤ付き遊覧車を運行開始。錦町（現・岩国市）からの委託によるものであり、2003年に公募で「とことこトレイン」と命名。これは山口きらら博の会場内交通機関として運営された車両を、当時の錦町長寺本隆宏の発案で県から譲り受けて観光用に運行し始めたものである。

## 駅構造
単式ホーム1面1線のみの地上駅。そのすぐ横に車庫を備えている。
当初、六日市・日原方面に延長された際にはカーブするように改良する予定であった。
駅員配置駅。駅舎内には自動券売機も設置されており、近距離ならJR線との連絡きっぷの発券も可能。また、駅舎には錦川鉄道株式会社の本社も入っている。
駅併設の車庫に隣接する形でタイヤ付き遊覧車とことこトレインの錦町駅がある。

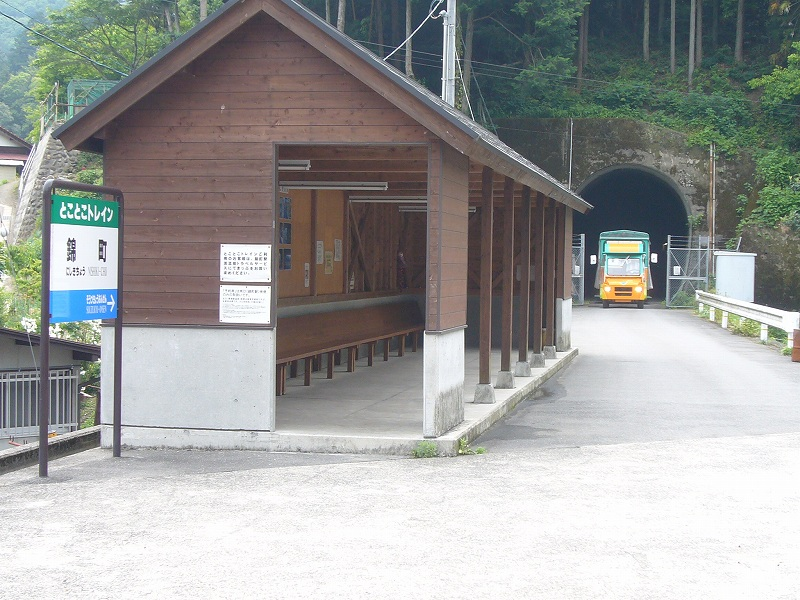
とことこトレイン錦町駅

## 駅周辺
以下は全て、駅から見て北西から南西にかけての方角に点在している（岩国方面への線路が伸びる駅東方向は、ほぼ全てが山林となっている）。
- 岩国市役所錦総合支所
- 岩国市立錦中央病院
- 山口県立岩国高等学校広瀬分校（閉校）
- 岩国市立錦清流小学校
- 岩国市立錦中学校
- 錦町簡易郵便局
- 広瀬郵便局
- 山口県農業協同組合（JA山口県） 広瀬支所
- 山口銀行 広瀬支店
- やましろ商工会 錦支所
- 錦産品ステーション
- サンマート 広瀬店
- 堀江酒場（日本酒醸造）
- 安楽寺
- 善教寺
- 長榮寺
- 広瀬八幡宮
- 白山神社

## バス路線
駅前に「錦町駅」停留所が設けられており、2017年12月初頭時点に於いては全て岩国市生活交通バスによる運行となっている。各路線とも運行本数は少なく、また曜日により運行本数が変動する路線も存在する。更に各路線とも年末年始（12月31日から翌年1月2日）は全便運休となる。
- 美和地域方面〔錦中学校前 - 錦中央病院前 - 錦町駅 - 根笠駅前 - 岩屋 - 大正橋〕
- 高根（寂地・大原）線〔尾川 - 錦中学校前 - 錦中央病院前 - 錦町駅 - 雙津峡温泉 - 高根（- 柱ヶ瀬） - 深谷峡温泉（- 寂地登山口）〕
- 府谷線〔尾川 - 錦中学校前 - 錦中央病院前 - 錦町駅 - 道の駅 - 府谷 - 大久保〕
- 六日市線〔錦中学校前 - 錦中央病院前 - 錦町駅 - 道の駅 - 六日市駅〕[注 1]
- 野谷線〔錦町駅 - 錦中央病院前 - 鳴谷 - 四分一〕《月・木のみ》

このほか、前出「サンマート広瀬店」（当駅から徒歩約5分）前にもバス停留所（「サンマート広瀬」停留所）が設置されており、ここからは本郷口・周防本郷方面への便が運行されている《祝日除く月曜から金曜までの運行。1日2往復》。

## 隣の駅
錦川鉄道
■錦川清流線
柳瀬駅 - 錦町駅